# Prometazina
A prometazina é um anti-histamínico H1 pertencente ao grupo das fenotiazinas, com atividade antialérgica, antiemética, sedante para indução do sono (atividade hipnótica) e pode interagir com receptor de sódio (interessante para bloqueio anestésico local).
É um derivado etilamino.